# Odontoponera
Odontoponera – rodzaj mrówek z podrodziny Ponerinae. Obejmuje 2  opisane gatunki.

## Gatunki
- Odontoponera transversa  Smith, 1857
- Odontoponera denticulata Smith, 1858